# Carl-Passage
Die Carl-Passage ist ein 300 m langer und schmaler Kanal an der Nordküste Südgeorgiens. Sie verbindet die Elephant Lagoon mit der Cook Bay.
Ihr Name erscheint auf einer Landkarte, die auf Vermessungen im Rahmen der britischen Discovery Investigations aus den Jahren von 1929 bis 1930 basiert, ist allerdings vermutlich sehr viel länger etabliert. Der Namensgeber ist nicht überliefert.